# Tw12
Tw12 – polskie oznaczenie austriackiego parowozu towarowego serii (kkStB/BBÖ) 80.

## Historia
Parowóz ten został wprowadzony do użytku na kolejach austriackich w 1909 roku jako ulepszona wersja parowozu Tw11. W odróżnieniu od poprzedniej wersji posiadał silnik bliźniaczy, który wykorzystywał parę przegrzaną. Maszyna zaprojektowana została przez Karla Gölsdorfa z przeznaczeniem wykorzystania jej na trasach górskich. Produkowana była w latach 1911-1921. W okresie międzywojennym na PKP pracowało 14 maszyn tej serii. Po II wojnie światowej polskie koleje posiadały 12 takich parowozów. Parowóz Tw12-12 znajduje się w skansenie w Chabówce.

## Dane techniczne[1]
- średnica cylindrów – 590 mm
- skok tłoka – 632 mm
- średnica kół napędnych – 1260 mm
- ciśnienie pary w kotle – 14 at
- powierzchnia ogrzewalna kotła – 137,8 m²
- powierzchnia przegrzewcza – 31,0 m²
- powierzchnia rusztu – 3,4 m²
- masa służbowa – 69,4 t
- prędkość konstrukcyjna – 50 km/h
- tender serii – 16 Cl1
- pojemność skrzyni na wodę – 16,0 m³
- pojemność skrzyni na węgiel – 6,0 t
- masa pustego parowozu – 39,0 t